# Okręg Vienne
Okręg Vienne (fr. Arrondissement de Vienne) – okręg w południowo-wschodniej Francji. Populacja wynosi 185 tysięcy.

## Podział administracyjny
W skład okręgu wchodzą następujące kantony:
- Beaurepaire,
- Heyrieux,
- La Côte-Saint-André,
- Pont-de-Chéruy,
- Roussillon,
- Saint-Jean-de-Bournay,
- Vienne-Nord,
- Vienne-Sud.